# Edmund Copeland
Edmund "Ed" J. Copeland ( /ˈkoʊplənd/) es un físico teórico, cosmólogo y profesor de física que trabaja en la Facultad de Ciencias de la Universidad de Nottingham, Reino Unido.  Copeland ganó la Medalla y el Premio Rayleigh 2013 otorgados por el Instituto de Física por su trabajo sobre cosmología de partículas y cuerdas.  Obtuvo su doctorado en la Universidad de Newcastle upon Tyne en 1985, con una tesis titulada "Aspectos cuánticos de las cosmologías de Kaluza-Klein". 
Copeland es bien conocido por sus apariciones en el canal de YouTube Sixty Symbols, que populariza la física, así como en el canal Numberphile, que populariza las matemáticas.